# Apatelodes florisa
Apatelodes florisa is een vlinder uit de familie van de Apatelodidae. De wetenschappelijke naam van de soort is voor het eerst geldig gepubliceerd in 1939 door William Schaus.